# Auto zabiják
Auto zabiják (též Grindhouse: Auto zabiják; v anglickém originále Death Proof) je americký akční film režiséra Quentina Tarantina z roku 2007, jedna z částí projektu Grindhouse. Film se zaměřuje na psychopatického kaskadéra, který sleduje mladé ženy, jež následně zabije při nafingovaných nehodách s pomocí svého kaskadérského „auta zabijáka“. Film vzdává poctu snímkům žánru exploitation, automobilům zvaným muscle car a slasherům ze 70. let 20. století. V hlavních rolích hrají Kurt Russell, Rosario Dawson, Vanessa Ferlito, Jordan Ladd, Rose McGowan, Sydney Tamiia Poitier, Tracie Thoms, Mary Elizabeth Winstead a Zoë Bell.